# Kostel Milostné Panny Marie (Hvar)
Kostel Milostné Panny Marie s františkánským klášterem (chorvatsky Franjevački samostan Gospe od Milosti či chorvatsky Franjevački samostan i crkva sv. Marije od Milosti) je kostel s františkánským klášterem ve městě Hvaru na ostrově Hvaru v Chorvatsku. Jedná se o chorvatskou kulturní památku číslo Z-5091.